# Daubenya stylosa
Daubenya stylosa är en sparrisväxtart som först beskrevs av W.H.Baker, och fick sitt nu gällande namn av A.M.van der Merwe och John Charles Manning. Daubenya stylosa ingår i släktet Daubenya, och familjen sparrisväxter. Inga underarter finns listade i Catalogue of Life.